# Complejo Zárate – Brazo Largo
Der Complejo Zárate – Brazo Largo ist die häufig verwendete Bezeichnung für ein Bauwerk aus zwei kombinierten Eisenbahn- und Straßenbrücken über zwei Seitenarme des Río Paraná, langen Vorlandbrücken und einem Damm über die dazwischen liegende 25 km breite Talavera-Insel, mit dem die Verbindung zwischen den argentinischen Provinzen Buenos Aires und Entre Ríos bzw. dem Landesteil Mesopotamia geschaffen wurde.

## Lage
Das Bauwerk beginnt am Stadtrand des auf einem etwa 25 m hohen Plateau am rechten Ufer des Río Paraná de las Palmas gelegenen Zárate und endet nach 30,4 km in der Nähe des kleinen Bahnhofs Brazo Largo auf der sumpfigen Ebene nördlich des Río Paraná Guazú.
Vor der 1977 eröffneten Verbindung gab es nur eine Eisenbahnfähre zwischen Zárate und dem weiter flussaufwärts gelegenen Puerto Ibicuy. In Argentinien war bis dahin der 1969 in Betrieb genommene Túnel Hernandarias zwischen dem 380 km weiter flussaufwärts gelegenen Santa Fe und Paraná die erste feste Verbindung über den Río Paraná. 2003 wurde die nur noch 220 km flussaufwärts stehende Rosario-Victoria-Brücke dem Verkehr übergeben.

## Name
Der offizielle Name war zunächst Complejo Ferrovial Zárate – Brazo Largo, da man anfangs nur über eine feste Eisenbahnverbindung zwischen den Ferrocarriles Mesopotámicos und der Ferrocarril Central de Buenos Aires diskutierte. 1995 wurde der Name geändert in Complejo Union Nacional.

## Beschreibung

### Schrägseilbrücken

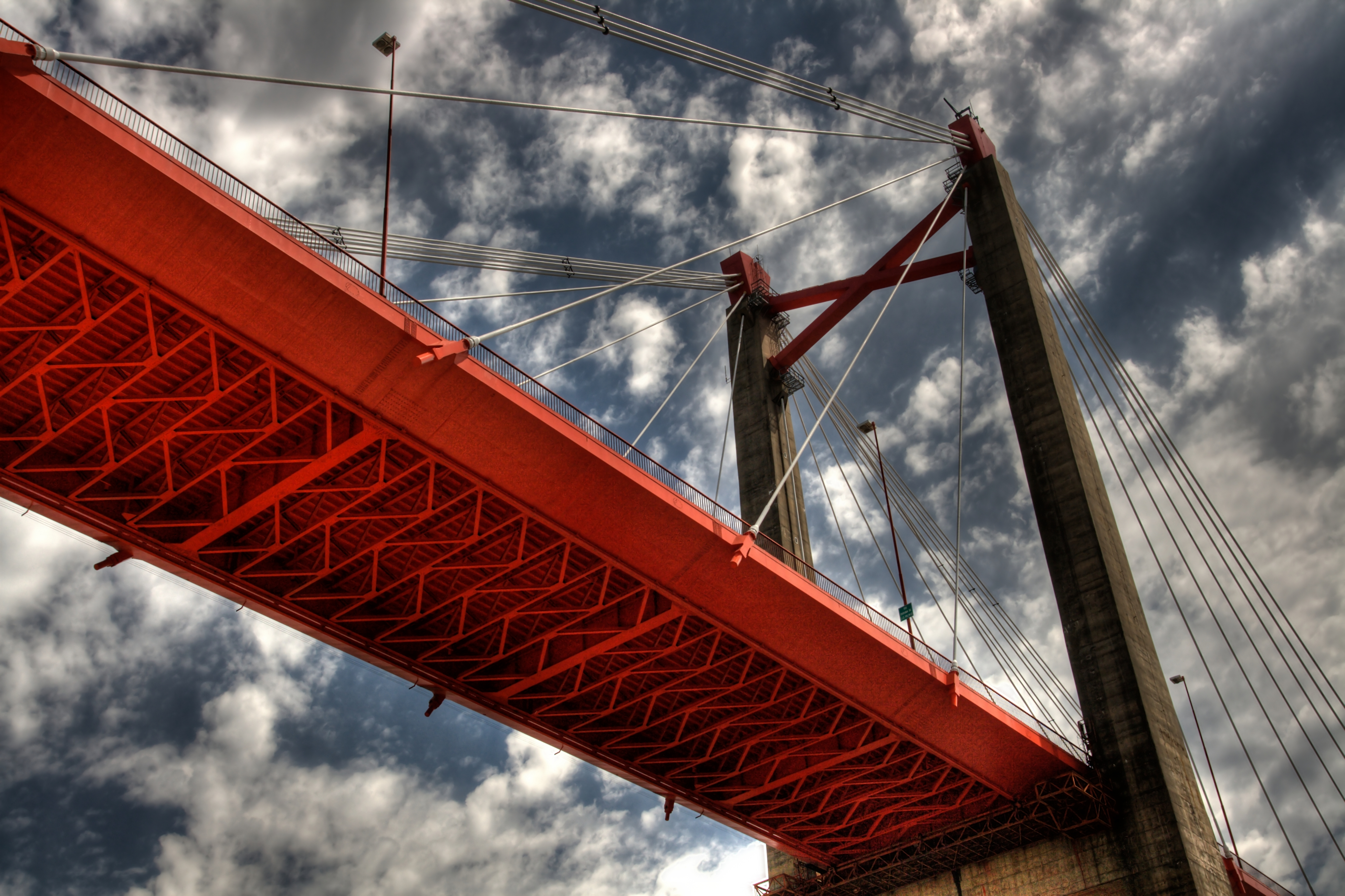
Teilansicht von unten

Die wichtigsten Teile der zwischen 1972 und 1977 gebauten Verbindung sind zwei identische Schrägseilbrücken, nämlich die Puente General Bartolomé Mitre über den Río Paraná de las Palmas und die Puente Justo José de Urquiza über den Río Paraná Guazú, die nach Plänen des italienischen Ingenieurs Fabrizio de Miranda errichtet wurden. Fritz Leonhardt war mit seinem Büro an der Ausführungsplanung des stählernen Überbaus und der Bauüberwachung beteiligt.
Die beiden Brücken waren die ersten Schrägseilbrücken mit kombiniertem Straßen- und Eisenbahnverkehr, die ersten Schrägseilbrücken mit Stahlüberbau und Betonpylonen und die ersten in einer Reihe technischer Aspekte.
Sie tragen auf der flussaufwärts gelegenen Seite ein durch ein Gitter abgetrenntes Eisenbahngleis und daneben eine vierspurige Straße, die durch Leitplanken in zwei Richtungsfahrbahnen geteilt und beidseits von einem durch Leitplanken geschützten schmalen Gehweg begleitet wird.
Ihre Hauptöffnungen haben Spannweiten von 330 m, die Seitenöffnungen von 110 m. Die Brücken haben eine lichte Höhe von 53 m.
Ihre 122 m hohen Pylone bestehen aus zwei rechteckigen Stahlbeton-Stielen mit Hohlquerschnitt, die auf Fundamentplatten stehen, die auf bis zu 70 m in den Untergrund reichenden Großbohrpfählen gegründet wurden. Die Stiele sind unterhalb der Fahrbahnplatte durch einen Querriegel aus Stahlbeton und knapp unterhalb ihrer Spitzen durch ein stählernes Andreaskreuz verbunden und versteift. Auf den Spitzen der Stiele befinden sich stählerne Kästen, in denen die Verankerungen der büschelförmig angeordneten Schrägseile untergebracht sind. Große schwimmende Schiffsabweiser im Abstand von mehreren Metern vor den Pylonen dienen zum Schutz vor Schiffskollisionen.
Der stählerne Fahrbahnträger ist 22,6 m breit und hat eine Konstruktionshöhe von nur 2,6 m. Er besteht aus einer 14,8 m breiten orthotropen Platte zwischen zwei trapezförmigen Hohlkästen, deren Untergurte durch einen Torsionsverband mit diagonalen Streben und Querträgern im Bereich der Seilverankerungen verbunden sind. Die Hohlkästen sind innen in Längsrichtung durch Trapezprofile und im Querschnitt durch Schotten in Abständen von 3,143 m versteift. Die Form des Trägers ist das Ergebnis ausführlicher aerodynamischer Untersuchungen und Tests, die schließlich an einem 16,5 m langen Modell der gesamten Brücke im Maßstab 1:33,3 in Bergamo durchgeführt wurden. Die Bremskräfte des Verkehrs auf der Fahrbahnplatte werden durch hydraulische Dämpfer auf die Pylone übertragen.
Als Schrägseile wurden erstmals im Großbrückenbau werksgefertigte Paralleldrahtbündel in PE-Hüllrohren mit HiAm-Verankerungen verwendet, die sich anderweitig bewährt hatten. Die einzelnen Seile enthalten je nach ihrer Belastung unterschiedlich viele Drähte. Die Anordnung der 72 Seile jeder Brücke weicht in Einzelheiten von dem üblichen Muster ab: an jedem Pylonstiel ist ein senkrechtes Seil an einem kleinen auskragenden Träger unterhalb des Andreaskreuzes sowie am Fahrbahnträger in dem Zwischenraum zum Pylonstiel verankert. Zur Mitte der Hauptöffnung hin folgen beidseits sieben Schrägseile, die in den Pylonspitzen und in gleichen Abständen von 22 m am Fahrbahnträger verankert sind, allerdings sind die letzten drei Seile auf der Seite der Eisenbahn als Doppelseile ausgeführt. Über den erheblich kürzeren Seitenöffnungen sind die letzten drei der ebenfalls sieben Seile zu unmittelbar hintereinander angeordneten parallelen Seilen zusammengefasst, wobei sie auf der Seite der Eisenbahn wiederum als Doppelseile ausgeführt sind.
An beiden Enden der Schrägseilbrücke dienen mächtige Stahlbetonportale als Pfeiler und Zuganker für den Fahrbahnträger und gleichzeitig als erste Pfeiler der Rampenbrücken.

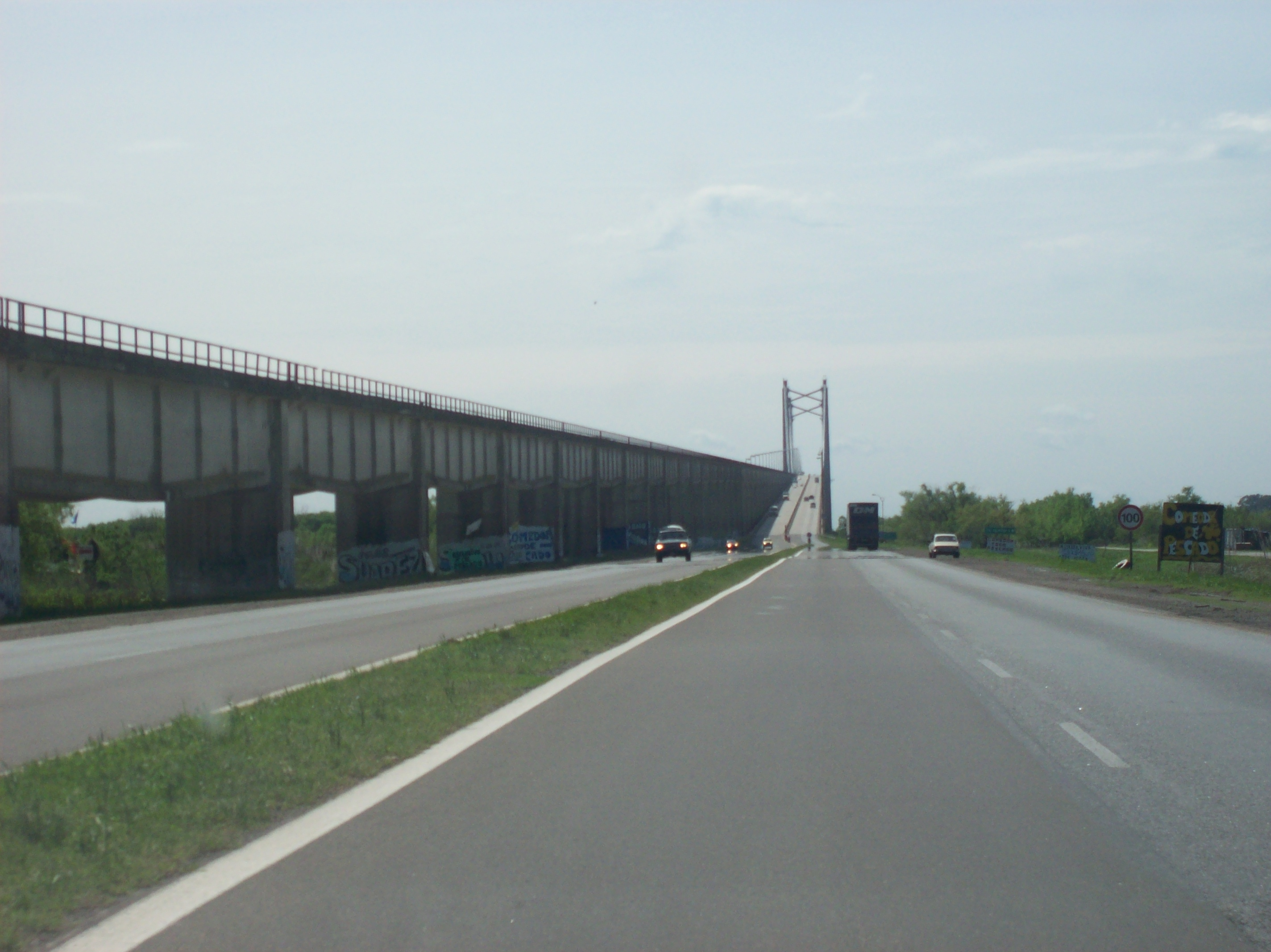
Puente Justo José de Urquiza. Links die Zufahrtsrampe der Eisenbahn

### Rampenbrücken, Verbindungsstraße
Die Zufahrtsrampen der Eisenbahn und der vierspurigen Straße sind als getrennte Viadukte mit unterschiedlichen Gradienten ausgeführt, da die Eisenbahnstrecke für das Befahren mit schweren Zügen ohne zusätzliche Lokomotiven geringere Neigungen aufweist. Ihr Bauprinzip ist jedoch gleich: auf einer Reihe von Pfeilern in Achsabständen von 65 m sind vorgefertigte Spannbetonträger eingehängt, die wegen der große Pfeilertische jedoch nur eine Stützweite von 45 m haben. Beim Eisenbahnviadukt wird das Gleis von jeweils einem Träger auf einzelnen Pfeilern getragen, beim breiteren Straßenviadukt werden mehrere nebeneinanderliegende Träger von jeweils drei nebeneinander angeordneten Pfeilern getragen. Sämtliche Pfeiler der gesamten Strecke wurden auf Großbohrpfählen gegründet.
Die Eisenbahnviadukte sind insgesamt 9,9 km und die Straßenviadukte 6,4 km lang. Zwischen Zárate und der Puente General Bartolomé Mitre ist das Eisenbahnviadukt 1452 m und das Straßenviadukt 1214 m lang. Auf der tief gelegenen Talavera-Insel ist die erste Eisenbahnrampe 2788 m, die zweite zur Puente Justo José de Urquiza 2836 m lang. Die beiden Straßenviadukte auf der Insel und dasjenige nördlich der Puente Urquiza haben eine Länge von 1733 m. Das 2835 m lange nördliche Eisenbahnviadukt beschreibt nach der Schrägseilbrücke einen engeren Linksbogen als die Straße, überquert die Zufahrt zu den Hafenanlagen des Terminal Portuaria del Guazú und wendet sich nach Nordwesten in Richtung des noch 6,7 km entfernten Brazo Largo.
Für die Baumaßnahmen wurde ein fast die ganze Insel durchquerender Kanal entlang der Trasse angelegt, mit dem die Möglichkeit geschaffen wurde, das erforderliche Material und Gerät in die vorher unwegsame Gegend zu schaffen und den für die Gleisstrecke wie für die Straße erforderlichen Damm anzulegen.
Die vierspurige Straße über die Insel Talavera hat zwei durch einen schmalen Grünstreifen getrennte Richtungsfahrbahnen, meist ohne Leitplanken.

## Seilbruch 1996
Im November 1996 riss eines der Schrägseile der Puente Justo José de Urquiza ohne Vorankündigung oberhalb der unteren Verankerung. Das Seil wurde so bald wie möglich ersetzt, später wurden insgesamt 13 Seile ausgetauscht. Dieses Ereignis erregte in der Fachwelt vor allem deshalb Aufsehen, weil Seilbrüche sich in der Regel vorher ankündigen, weshalb es als äußerst selten eingestuft wurde.